# Демут, Чарльз
Чарльз Демут (англ. Charles Demuth; 1883, Ланкастер — 1935, Ланкастер) — американский художник, представитель прецизионистского направления в живописи США.

## Жизнь и творчество
Чарльз Демут родился в семье, державшей табачную торговлю. Изучал живопись и рисунок в пенсильванской Академии изящных искусств в Филадельфии, где его учителем был Томас Аншутц. Во время учёбы там познакомился с будущим поэтом Уильямом Карлосом Уильямсом, с которым находился в близких отношениях до самой своей смерти. Позднее Демут продолжает своё обучение в Париже, в академии Коларосси и в академии Жюлиана. В Париже он дружит с художником Марсденом Хартли, сумевшим свести Демута с известным американским галеристом Альфредом Стиглицем. Художник также входит в круг постоянных гостей салона меценатки Гертруды Стайн. После возвращения в США, в 1926 году именно в нью-йоркской галерее А.Стиглица Intimate Gallery прошла первая персональная выставка художника. Демут часто посещает Нью-Йорк, где проводит время на встречах гомосексуалистов (в частности, в Лафайетских банях), однако живёт в доме своих родителей в Ланкастере. Был в течение длительного времени тяжело болен; художник страдал от повреждения бедра и тяжёлой формы диабета, вследствие которой и скончался.
Чарльз Демут был создателем ряда выдающихся полотен американской живописи XX столетия. Его наиболее известное произведение — Фигура № 5 в золоте, написанное в 1928 году, было инспирировано стихотворением У. К. Уильямса Большая фигура (The Great Figure). Это один из 9 постеров-портретов, которые Демут нарисовал в честь своих коллег по творчеству: Джорджии О’Киф, Артура Доува, Чарльза Стаффорда Дункана, Мардсена Хартли, Джона Марина, а также Гертруды Стайн, Юджина О’Нила, Уоллеса Стивенса и У. К. Уильямса. В других своих картинах (Мой Египет (My Egypt)) художник прославляет индустриализацию своей малой родины, Пенсильвании. Эти работы стали одним из ярчайших проявлений американского модернизма в живописи XX века. Чарльз Демут был также автором многих эротических (на грани порнографии) акварелей, о существовании которых знал лишь узкий круг его знакомых.

## Дополнения
- Фонд Ч.Демута (Demuth Foundation) Архивная копия от 23 октября 2020 на Wayback Machine

## Галерея
- Три моряка (1917)
- Джазист (1916)
- Деревья и амбары Бермуд  (1917)
- Автопортрет в турецкой бане (1918)
- Дикие орхидеи (1920)
- Весна (1921)
- Вид на новую церковь (1921)
- Окассен и Николетт (1921)
- Любовь, любовь, любовь. В честь Гертруды Стайн (1928)
- Четыре фигуры акварелью (1930)